# Legrand (Unternehmen)
Die Legrand SA ist ein börsennotiertes französisches Unternehmen mit Firmensitz in Limoges. Das Unternehmen ist in der Elektrotechnik tätig und ist ein weltweit führendes Unternehmen für Niederspannungsprodukte für Hausbau und Netze.

## Geschichte
Die Unternehmensgeschichte reicht bis 1860 zurück.
Im Jahr 2001 wurde Legrand durch den Konkurrenten Schneider Electric in einer öffentlichen Übernahme übernommen; die europäischen Wettbewerbsbehörden untersagte aber letztlich die Übernahme und Schneider musste Legrand an die Private-Equity-Investoren Kohlberg Kravis Roberts & Co. (KKR) und Wendel Investissement weiterveräußern. Nach der Börsenwiedereinführung im April 2006 halten KKR und Wendel noch jeweils 31 Prozent der Aktienanteile. Mitte 2025 befinden sich 96,9 % im Streubesitz.